# Cecilie Fiskerstrand
Cecilie Hauståker Fiskerstrand (født 20. marts 1996) er en kvindelig norsk fodboldspiller, der spiller som målvogter for engelske Brighton & Hove Albion W.F.C. og Norges kvindefodboldlandshold, siden 2014.
Hun skrev i Januar 2020, under med den engelske FA Women's Super League-klub Brighton & Hove Albion W.F.C..
Hun begyndte sin karriere i Langevåg. I 2014 skiftede hun til den norske 2. divisionsklub Fortuna Ålesund, hvor hun først spillede i U/19-holdet og derefter også for seniorholdet. Samme år flyttede hun til 1. divisionsklubben Stabæk. I november 2015 skiftede Fiskerstrand fra Stabæk, til de regerende mestre LSK.